# Aeroportul The Monument
Aeroportul The Monument (IATA: PHQ, ICAO: YTMO) este un aeroport din Queensland, Australia.
Situat la o altitudine de 293 m, aeroportul dispune de o singură pistă. Este operat de Incitec Pivot⁠(d).